# Phare Akra Khiliomili
Le phare Akra Khilomili, également appelé phare Anteros est situé au cap sud de l'entrée du golfe Maliaque en Grèce. Il est achevé en 1890.

## Caractéristiques
Le phare est une tourelle métallique blanche, dont le dôme de la lanterne est de couleur vert foncé ou noire. Il s'élève à 10 mètres au-dessus de la mer Égée.

## Histoire
Selon l'histoire locale, le phare se situe à 1000 milles marins (en grec moderne : Chiliomili) d'Istanbul en Turquie, d'où son nom.

## Codes internationaux
- ARLHS[4] : GRE-057
- NGA : 16388
- Admiralty[5] : E 4424

## Source
(en) [PDF] List of lights radio aids and fog signals - 2011 - The west coasts of Europe and Africa, the mediterranean sea, black sea an Azovskoye more (sea of Azov) (la liste des phares de l'Europe, selon la National Geospatial - Intelligence Agency)- Version 2011 - National Geospatial - Intelligence Agency